# Gelasinospora calospora
Gelasinospora calospora är en svampart som först beskrevs av Mouton, och fick sitt nu gällande namn av C. Moreau & Moreau 1949. Gelasinospora calospora ingår i släktet Gelasinospora och familjen Sordariaceae.  Arten är reproducerande i Sverige. Utöver nominatformen finns också underarten autosteira.
I den svenska databasen Dyntaxa används istället namnet Gelasinospora adjuncta för samma taxon.  Arten är reproducerande i Sverige.